# Надія Парцей
Надія Парцей (псевдонім — Редгрейн Лебовскі) — українська письменниця. Авторка циклів «Тиша» та «Абсолютні елементи». У 2021 році у видавництві «Небо» вийшла перша книжка серії «Тиша» — «Кістки і зоряний пил». Свої книжки пише винятково українською.

## Біографія
Народилася в Івано-Франківську 21 жовтня 1990 року. У 2012 році закінчила Прикарпатський національний університет за спеціальністю «психологія». Зараз мешкає у Франції, захоплюється фотографією.
Надія завжди мріяла бути письменницею. Любов до читання в неї з'явилася, коли батько подарував їй першого Гаррі Поттера.  Свої перші оповідання почала писати ще в шостому класі, по кілька годин на день проводила над зошитами, які стали її першими книжками. Шлях до написання своєї першої серії був непростим, йому передували безліч неопублікованих історій та оповідань.
У 2013 році її книжка «Абсолютні елементи» вийшла друком в російському видавництві АСТ.

## Цікаві факти
- Багато років тому Надія побачила прізвище Лебовскі на просторах інтернету. Воно їй так сподобалося, що письменниця була впевнена, що одного разу назве так свого персонажа. Про відомий фільм «Великий Лебовскі» почула вже після того, як взяла псевдонім. Цю стрічку досі не подивилася.[2]
- Від 2013 року вона розсилала рукопис «Абсолютних елементів» в усі українські видавництва. Хтось відповів відмовою, хтось досі не надіслав відповідь.[2]
- Ідея до серії «Тиша» з'явилася, коли Надія переглядала телепередачу «Як влаштований Всесвіт». Одні з перших серій сезону були присвячені Сонцю та Чорним дірам. Письменниця подумала, а що, якби вони були людьми? Так виникла ідея інкарнатів. Щоб зробити їх більше схожими на богів, авторка запозичила деякі образи з давньогрецької міфології.[2]

## «Кістки і зоряний пил» у видавництві «Небо»
У 2021 році вийшла друком перша частина трилогії «Тиша».
Сюжет. Адель Фейбер зі своїм братом живуть у невеликому містечку Шу. Колись давно їхніх батьків забрала Тиша — жаливий та мерзенний туман, якого бояться всі мешканці Сонячного Королівства. Щоб вирватися з бідності та здобути шанс на краще життя, Адель вирішила написати сенсаційну статтю, варту першої шпальти «Оріону», найпопулярнішої газети королівства. У пошуках цікавого матеріалу для газети, завзята журналістка Адель та її брат Яґо, зустрінуться сам на сам із Тишею. Вони вирішують залишитися вночі на вулиці, де не буде жодної живої душі. Один вечір докорінно змінить її життя. Вона зустріне сміливих Пекельних Джентльменів, які полюють на Пожирачів Тиші та хочуть дізнатися більше про її появу. Але як приєднатися до Клубу Пекельних Джентльменів, якщо ти дівчина? Адель доведеться віднайти сміливість і непокірність, змінити зовнішній вигляд та нарешті дізнатися всю правду, яку від неї так довго приховували…

## Книжки
Абсолютні елементи. 2013 рік
Трилогія «Тиша»:
1.    Кістки і зоряний пил. 2021 рік
2.    Сталь і сонячний шторм
3.    Попіл і місячне світло